# Скансенский мост
Скансенский мост (норв. Skansenbrua) — железнодорожный откатно-раскрывающийся мост через западную часть Тронхеймского канала (норв. Vestre kanalhavn) между станцией Скансен и Центральным вокзалом Тронхейма. Мост является ценным памятником истории и культуры.

## История
Строительство моста в этом месте было связано с необходимостью подключения железнодорожной линии Dovrebanen к центральному вокзалу Тронхейма. Для сохранения судоходства по каналу было принято решение построить подъемный мост. Проект был составлен известным американским инженером Джозефом Штраусом, автором моста Золотые Ворота.
Мост был открыт 22 марта 1918 года, это был первый мост такого типа в стране. В 1987 г. был произведен ремонт моста. В 2006 г. мост внесен в список памятников культурного наследия Норвегии. 

## Конструкция
Мост однопролётный разводной, откатно-раскрывающейся системы. Пролетное строение состоит из стальной фермы с жестко закрепленным железобетонным противовесом. Павильон управления и трансформаторная подстанция расположены с низовой стороны моста. Общая длина моста — 52 м, высота конструкции над водой — 4 м. Мост двухпутный.